# Ukkusissaalik Island
Ukkusissaalik Island är en ö i Kanada.   Den ligger i territoriet Nunavut, i den östra delen av landet, 1 600 km nordost om huvudstaden Ottawa. Arean är 4,4 kvadratkilometer.
Terrängen på Ukkusissaalik Island är mycket platt. Öns högsta punkt är 27 meter över havet. Den sträcker sig 2,9 kilometer i nord-sydlig riktning, och 2,8 kilometer i öst-västlig riktning.